# Альвеококк
Альвеоко́кк, также альвеоля́рный, многока́мерный или мультилокуля́рный эхиноко́кк (лат. Echinococcus multilocularis), — вид ленточных червей из отряда циклофиллид (Cyclophyllidea). На половозрелых стадиях паразитирует главным образом в тонком кишечнике лис. У человека личиночная стадия альвеококка вызывает опасное заболевание — альвеококкоз. Ареал вида охватывает север Евразии и Северную Америку.

## Строение
Тело длиной от 1,4 до 3,4 мм (по другим данным от 1,2 до 4,5 мм) состоит из головки (сколекс) с четырьмя присосками и венчиком крючьев и 2—6 члеников (чаще 3—4), при этом последний членик сильно увеличен и составляет почти половину общей длины тела. Матка шаровидная, не имеет выходного отверстия.
Ларвоциста представляет собой совокупность мелких пузырьков, не содержащих жидкости, которые почкуются только наружу, прорастая в ткань по типу злокачественной опухоли (экзофитный рост). Локализуется прежде всего в печени, а также в других паренхиматозных органах: легких, головном мозге и других.

## Хозяева
Окончательный хозяин — дикие и домашние псовые.
Промежуточный хозяин — грызуны, человек. Инвазия происходит при несоблюдении личной гигиены при сборе грибов, ягод, при обработке шкурок животных. 